# Carl I Ludwig Frederick, Duce de Mecklenburg-Strelitz
Ducele Carl Ludwig Frederick de Mecklenburg, Prinț de Mirow (germană Herzog Carl Ludwig Friedrich zu Mecklenburg, Prinz von Mirow; n. 23 februarie 1708 – 5 iunie 1752) a fost un  membru al Casei de Mecklenburg-Strelitz și tatăl reginei Charlotte a Marii Britanii și a Hanovrei. 

## Biografie
Carl s-a născut la Strelitz și a fost singurul fiul al Ducelui de Mecklenburg-Strelitz, Adolphus Frederick al II-lea și a celei de-a treia soții, Prințesa Christiane Emilie de Schwarzburg-Sondershausen.  Tatăl său a murit când el avea doar trei luni. I-a succedat fratele său vitreg mai mare, sub numele de Adolphus Frederick al III-lea, Duce de Mecklenburg-Strelitz. Carl a moștenit de la tatăl său domeniile Mirow și Nemerow. După decesul tatălui el a locuit la Mirow împreună cu mama sa. Mai târziu a urmat cursurile Universității Greifswald din Pomerania.
Carl, care cânta la flaut a făcut în 1726 un tur european pentru a învăța mai multe despre muzică.  După ce a vizitat Geneva, Italia și Franța a mers la Viena și a intrat, pentru scurtă vreme, în serviciu militar al Sfântului Imperiu Roman ca locotenent colonel înainte de a se întoarce la Mirow.
După ce a părăsit armata, Carl a locuit cu familia în castelul de la Mirow, petrecându-și cea mai mare parte a timpului administrându-și moșia și participând la educarea copiilor săi. A locuit la Mirow până la 44 de ani, când a murit.
Când fratele său vitreg a murit câteva luni mai târziu, în decembrie 1752, fără să lase moștenitori pe linie masculină, fiul cel mare al lui Carl Ludwig Frederick, Adolf Friedrich al IV-lea a devenit următorul Duce de Mecklenburg-Strelitz.

## Familie
La 5 februarie 1735 Carl s-a căsătorit la Eisfeld cu Prințesa Elizabeth Albertine de Saxa-Hildburghausen, fiica lui Ernest Frederic I, Duce de Saxa-Hildburghausen. Ea a fost regentă pentru fiul ei în 1752 și a jucat un rol important în lupta pentru tron. Ei au avut zece copii dintre care doar șase au atins vârsta adultă:
- Christiane (6 decembrie 1735 - 31 august 1794)
- Caroline (n./d. 22 decembrie 1736)
- Adolf Friedrich al IV-lea, Duce de Mecklenburg-Strelitz (5 mai 1738 - 2 iunie 1794)
- Elisabeth Christine (13 aprilie 1739 -9 aprilie 1741)
- Sophie Louise (16 mai 1740 - 31 ianuarie 1742)
- Carol al II-lea, Mare Duce de Mecklenburg-Strelitz (10 octombrie 1741 – 6 noiembrie 1816)
- Ducele Ernest Gottlob de Mecklenburg (27 august 1742 - 27 ianuarie 1814)
- Charlotte de Mecklenburg-Strelitz ((19 mai 1744 – 17 noiembrie 1818); căsătorită în 1761 cu regele George al III-lea al Marii Britanii
- Gotthelf (29 octombrie 1745 - 31 octombrie 1745)
- Ducele Georg Augustus de Mecklenburg (16 august 1748 - 14 noiembrie 1785)

Prin fiica lor Charlotte, Carl Ludwig Frederick este strămoșul tuturor monarhilor britanici începând cu George al IV-lea, care a urcat pe tronul Marii Britanii în 1820.